# Tomoko Suzuki
Tomoko Suzuki (鈴木 智子 Suzuki Tomoko?,  nacido el 26 de enero de 1982 en Kanagawa) es una exfutbolista japonesa que jugaba como delantero.
Suzuki jugó 3 veces y marcó 2 goles para la selección femenina de fútbol de Japón entre 2003 y 2005.

## Trayectoria

### Clubes
| Club               | País  | Año         |
| ------------------ | ----- | ----------- |
| Tasaki Perule FC   | Japón | 2000 - 2007 |
| INAC Kobe Leonessa | Japón | 2008 - 2009 |

### Selección nacional
| Selección | País  | Año         |
| --------- | ----- | ----------- |
| Absoluta  | Japón | 2003 - 2005 |

## Estadística de equipo nacional
| Selección femenina de fútbol de Japón | Selección femenina de fútbol de Japón | Selección femenina de fútbol de Japón |
| Año                                   | Partidos                              | Goles                                 |
| ------------------------------------- | ------------------------------------- | ------------------------------------- |
| 2003                                  | 2                                     | 2                                     |
| 2004                                  | 0                                     | 0                                     |
| 2005                                  | 1                                     | 0                                     |
| Total                                 | 3                                     | 2                                     |